# 聯合國大會第一屆會
聯合國大會第一屆會（英語：First session of the United Nations General Assembly）是指在1946年1月10日，在英國倫敦衛理公會中央禮堂召開的聯合國大會。比利時政治人物保羅-亨利·斯巴克以28票對23票擊敗特呂格韋·賴伊，當選首任聯合國大會主席。其後特呂格韋·賴伊則擔任首任聯合國秘書長。1946年10月23日，聯合國大會第一屆會在美國紐約法拉盛草原可樂娜公園召開第二次會議。